# یسبر سیه
یسبر سیه (دانمارکی: Jesper Seier؛ زادهٔ ۲۱ سپتامبر ۱۹۶۵) قایقران قایق بادبانی اهل دانمارک است.